# Leobener Straße
Die Leobener Straße (B 116) ist eine Landesstraße in Österreich. Sie hat eine Länge von 37,2 km und führt von der Anschlussstelle der S 6 in Sankt Marein im Mürztal über Bruck an der Mur nach Leoben und endet schließlich in St. Michael in die B 113. Die Straße verläuft dabei zunächst entlang der Mürz bis Bruck, dann entlang der Mur. Dabei wird sie zunächst von der Südbahn, später von der Nebenstrecke Sankt Michael–Leoben begleitet.
Sie ist die meistbefahrene Straße in der Steiermark, außerhalb der Landeshauptstadt Graz. Die Leobener Straße (B 116) ist im Bereich der Städte Leoben, Bruck an der Mur und Kapfenberg größtenteils vierspurig ausgebaut.

## Vierstreifiger Ausbau in Bruck an der Mur

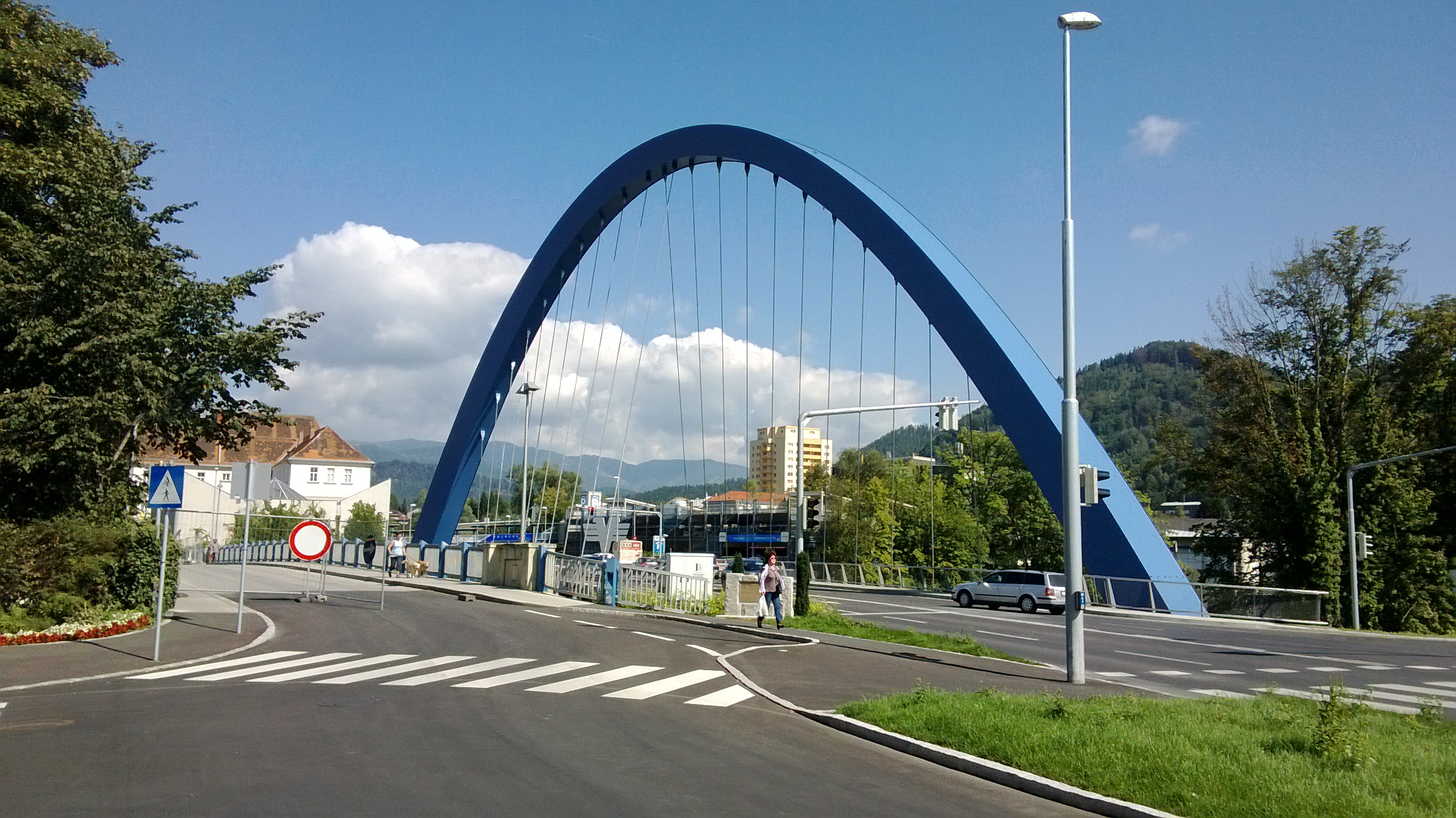
Bruck an der Mur, neue Murbrücke („Brucker Harfe“) von Süden

Aufgrund des hohen Verkehrsaufkommens und des äußerst desolaten Zustandes der Hochbrücke wurde im Juni 2010 mit dem Abriss und anschließend mit dem vierspurigen, ebenerdigen Neubau begonnen. Während der gesamten Bauzeit wurde der Schwerverkehr über eine Ersatzbrücke über die Mur im Osten umgeleitet.
Der Ausbau beinhaltet einen zweistreifigen Kreisverkehr mit Zubringer an den Autobahnknoten S35/S6 und eine neue Murbrücke, genannt Brucker Harfe. Der Ausbau schließt im Norden an den vierstreifigen Abschnitt Wienerstraße/Kapfenberg-Grazerstraße an. Die Eröffnung erfolgte am 8. Oktober 2012.
Die Kosten für das 1,4 Kilometer lange Straßenstück waren mit 19 Millionen Euro projektiert.